# Bill Wedderburn
Kenneth William Wedderburn, baron Wedderburn de Charlton, (13 avril 1927 - 9 mars 2012) est un homme politique britannique et membre de la Chambre des lords, affilié au Parti travailliste.

## Éducation et carrière
Après avoir obtenu son diplôme en droit du Queens' College de Cambridge, Wedderburn sert dans la RAF pendant deux ans. Il fait carrière dans le droit du travail et travaille à l'Université de Cambridge et à la London School of Economics, où il est professeur Cassel de droit commercial de 1964 jusqu'à sa retraite en 1992.
Le 20 juillet 1977, il est créé pair à vie avec le titre de baron Wedderburn de Charlton, de Highgate dans le Grand Londres. Il est brièvement membre de la minorité, invoquant son aversion pour le blairisme et « l'odeur » de l'argent liquide pour les questions Il reprend le poste de whip du Parti travailliste en 2007.
Il est associé honoraire de la National Secular Society et membre de la British Humanist Association. Wedderburn est également un membre clé du comité Bullock de 1977.

## Vie privée
En 1951, il épouse Nina Salaman, chercheuse en médecine issue d'une famille de scientifiques. Ils ont trois enfants, Sarah, David et Lucy. Le mariage se termine par un divorce.
Il se remarie en 1962 avec Dorothy Cole, spécialiste des sciences sociales et administratrice universitaire. Cela se termine aussi par un divorce. Il fait un troisième mariage en 1969  avec Frances Knight avec qui il a un fils, Jonathan. Il est un descendant direct du leader radical et défenseur anti-esclavagiste d'origine jamaïcaine Robert Wedderburn.